# Catherine Annette

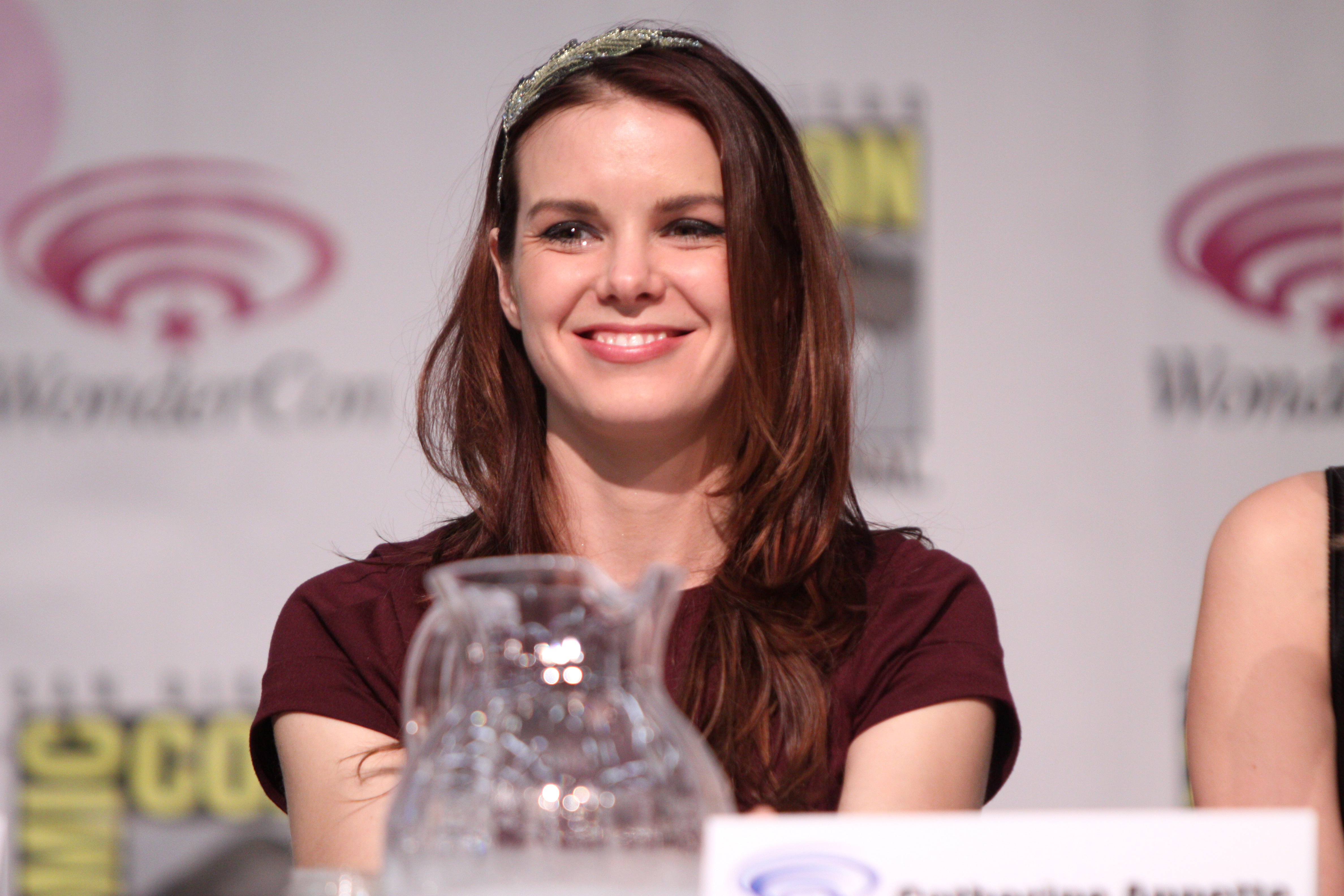
Catherine Annette (2013)

Catherine Annette (* 21. Dezember 1985 in McAllen, Texas) ist eine US-amerikanische Schauspielerin und Synchronsprecherin. Unter dem Pseudonym Bridget Hudson wirkte sie zu Beginn der 2010er Jahre in einigen Erotikspielfilmen mit.

## Leben
Annette wurde am 21. Dezember 1985 in McAllen geboren. 2009 debütierte sie im Spielfilm Where’s Tuesday Monday? als Schauspielerin und war im selben Jahr ebenfalls im Spielfilm Sunday Morning High und dem Kurzfilm Action 6 News. 2011 spielte sie unter dem Pseudonym Bridget Hudson in den beiden Fernsehfilmen Emmanuelle Through Time: Emmanuelle’s Sexy Bite und Emmanuelle Through Time: Emmanuelle's Supernatural Sexual Activity in der größeren Rolle der Gwen mit. Im selben Jahr wirkte sie in der Rolle der Jill im Tierhorrorfilm Supershark mit. Zwischen 2011 und 2012 spielte sie in drei Episoden der Fernsehserie Femme Fatales als Tiffany mit. 2012 spielte sie erneut unter ihrem Pseudonym in einigen Erotikfilmen mit. 2014 stellte sie in der Horrorkomödie Sex, Gras & Zombies! die weibliche Hauptrolle der Chrissy dar. In den nächsten Jahren folgten überwiegend kleinere Rollen in verschiedenen Filmproduktionen.

## Filmografie (Auswahl)

### Schauspiel
- 2009: Where’s Tuesday Monday?
- 2009: Sunday Morning High
- 2009: Action 6 News (Kurzfilm)
- 2010: The Bannen Way
- 2010: Warrior Showdown
- 2010: Miss Casting (Kurzfilm)
- 2010: Lukewarm (Kurzfilm)
- 2011: Operation: Belvis Bash
- 2011: Six Figures (Fernsehserie, 7 Episoden)
- 2011: Let’s Be Honest (Kurzfilm)
- 2011: Emmanuelle Through Time: Emmanuelle’s Sexy Bite (Fernsehfilm)
- 2011: Emmanuelle Through Time: Emmanuelle's Supernatural Sexual Activity (Fernsehfilm)
- 2011: Shoe Fetish (Kurzfilm)
- 2011: Supershark (Super Shark)
- 2011: Duel of Destiny (Kurzfilm)
- 2011–2012: Femme Fatales (Fernsehserie, 3 Episoden)
- 2012: Adventures Into the Woods: A Sexy Musical
- 2012: Emmanuelle Through Time: Emmanuelle's Skin City (Fernsehfilm)
- 2012: Emmanuelle Through Time: Rod Steele 0014 & Naked Agent 0069
- 2012: Noobz – Game Over (Noobz)
- 2012: Silent But Deadly
- 2012: Swine
- 2012: Fairar Days: The Arm Job (Kurzfilm)
- 2013: Ladies Night Singles (Kurzfilm)
- 2014: Lucky Bastard
- 2014: Sex, Gras & Zombies! (The Coed and the Zombie Stoner)
- 2014: After Midnight
- 2015: Nobody Can Cool
- 2016: The Dollhouse (Kurzfilm)
- 2017: The Lady Killers
- 2017: The Black Room
- 2017: Spreading Darkness
- 2017: The Capture
- 2018: Proxy Kill
- 2018: Sunset Society

### Synchronisationen
- 2014; 2017: Monster School Animation (Animationsserie, 2 Episoden)